# Cappella Civica
La Cappella Civica è il coro polifonico della Cattedrale di San Giusto a Trieste.

## Storia
La sua storia viene fatta risalire all'iniziativa del vescovo Pietro Bonomo, che fonda l'istituzione nel 1538. Le prime notizie di un Maestro di Cappella risalgono al 1560, anno in cui si menziona un certo Bartolomeo Rovere da Asti, già da allora regolarmente remunerato dal Comune.
Prosegue l'attività nel XVII secolo, a ranghi piuttosto ridotti, annoverando tra i suoi musicisti il francescano Gabriello Puliti, e introducendo un primo organico strumentale.
Dopo un periodo di decadenza, dovuta anche a circostanze politiche (in particolare il tentativo dell'imperatore Giuseppe II d'Asburgo-Lorena di sopprimere la diocesi), nel 1817 viene nominato direttore Giuseppe Farinelli, seguito da Luigi Ricci, determinando la rinascita della Cappella che cresce in perizia e prestigio, grazie anche all'istituzione della "Scuola di canto ecclesiastico". Il momento di massimo splendore giunge con il direttorato di Giuseppe Rota.
Il Novecento si apre con l'influsso del cecilianesimo dovuto all'opera del Maestro Carlo Paini, che sciolse l'orchestra in vista della costruzione del nuovo grande organo. In quel periodo organista era il celebre Gastone De Zuccoli, in seguito organista presso la Basilica di San Marco in Venezia. Sotto il successore Luigi Toffolo la Cappella subisce il fascino tutto mitteleuropeo del teatro, attirando le critiche dei "ceciliani", passando però un periodo non felice dal punto di vista della resa artistica a causa della coincidenza dell'incarico di direttore e cantori col rispettivo ruolo presso il locale Teatro Verdi, situazione che si risolve nel 1968, con la nomina a Maestro di don Giuseppe Radole. Nel 1986 arrivò Marco Sofianopulo, che portò la Cappella a una nuova vita dal punto di vista artistico grazie a nuove composizioni, collaborazioni e incisioni.
In seguito alla prematura scomparsa di Sofianopulo, avvenuta nel 2014, il trevigiano Roberto Brisotto (al tempo organista titolare) venne nominato direttore pro tempore, quindi nel 2017 divenne ufficialmente Maestro di cappella.

## Organico
Alla guida della Cappella vi è un direttore (Roberto Brisotto, come accennato), coadiuvato da un organista (attualmente Riccardo Cossi). Il coro, a voci miste, è composto da 20 cantori titolari e un massimo di 20 supplenti, selezionati tramite audizioni bandite dal Comune di Trieste.

## Attività
La Cappella, in organico variabile (completo, ridotto, o attraverso i solisti), accompagna regolarmente la messa domenicale delle 10.30 in Cattedrale, radiotrasmessa in diretta dalla stazione RAI del Friuli-Venezia Giulia ed ascoltabile anche in streaming collegandosi col sito della stessa; presta servizio musicale in occasione delle liturgie pontificali presiedute dall'Arcivescovo di Trieste in San Giusto, nonché ai vespri delle maggiori solennità. Notevole l'attività concertistica, le collaborazioni artistiche e le iniziative discografiche tra le quali vanno ricordate le due per l'etichetta "Concerto Classics" e dedicate alla musica del compositore veneto Andrea Luchesi (1741/1801), interpretata insieme alla Nuova Orchestra da Camera "F. Busoni" diretta da Massimo Belli, e quella per l'etichetta "IDIS" contenente musiche scritte per la Cappella Civica da Marco Sofianopulo. Va segnalata anche l'incisione, per l'etichetta "Tactus", di una raccolta di composizioni degli ultimi tre direttori dell'istituzione, ovvero Radole, Sofianopulo e Brisotto, interpretate dal Gruppo Incontro diretto da Rita Susovsky.